# Aeschynanthus radicans
Az Aeschynanthus radicans az ajakosvirágúak (Lamiales) rendjébe és a Gesneriaceae családjába tartozó faj. 

## Előfordulása
Az Aeschynanthus radicans előfordulási területe Ázsia délkeleti részén van. A következő országokban és szigeteken őshonos: Thaiföld, Malajzia, Indonézia, valamint Szumátra, Borneó és Celebesz. A vadonban gyakran sziklákon növekszik, azaz  sziklagyepek egyik növénye.
Az ember dísznövényként tartja és termeszti.

## Képek

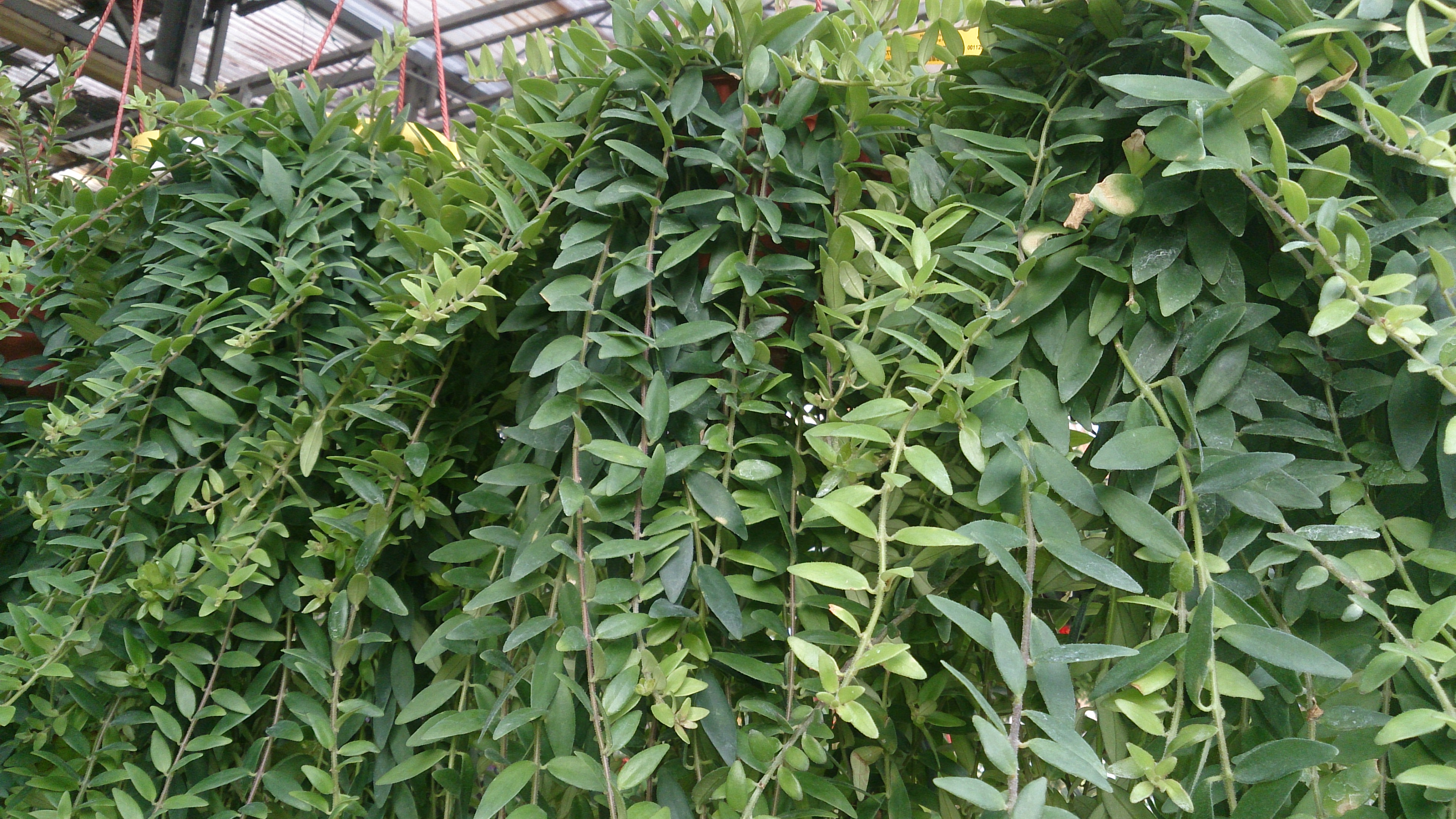
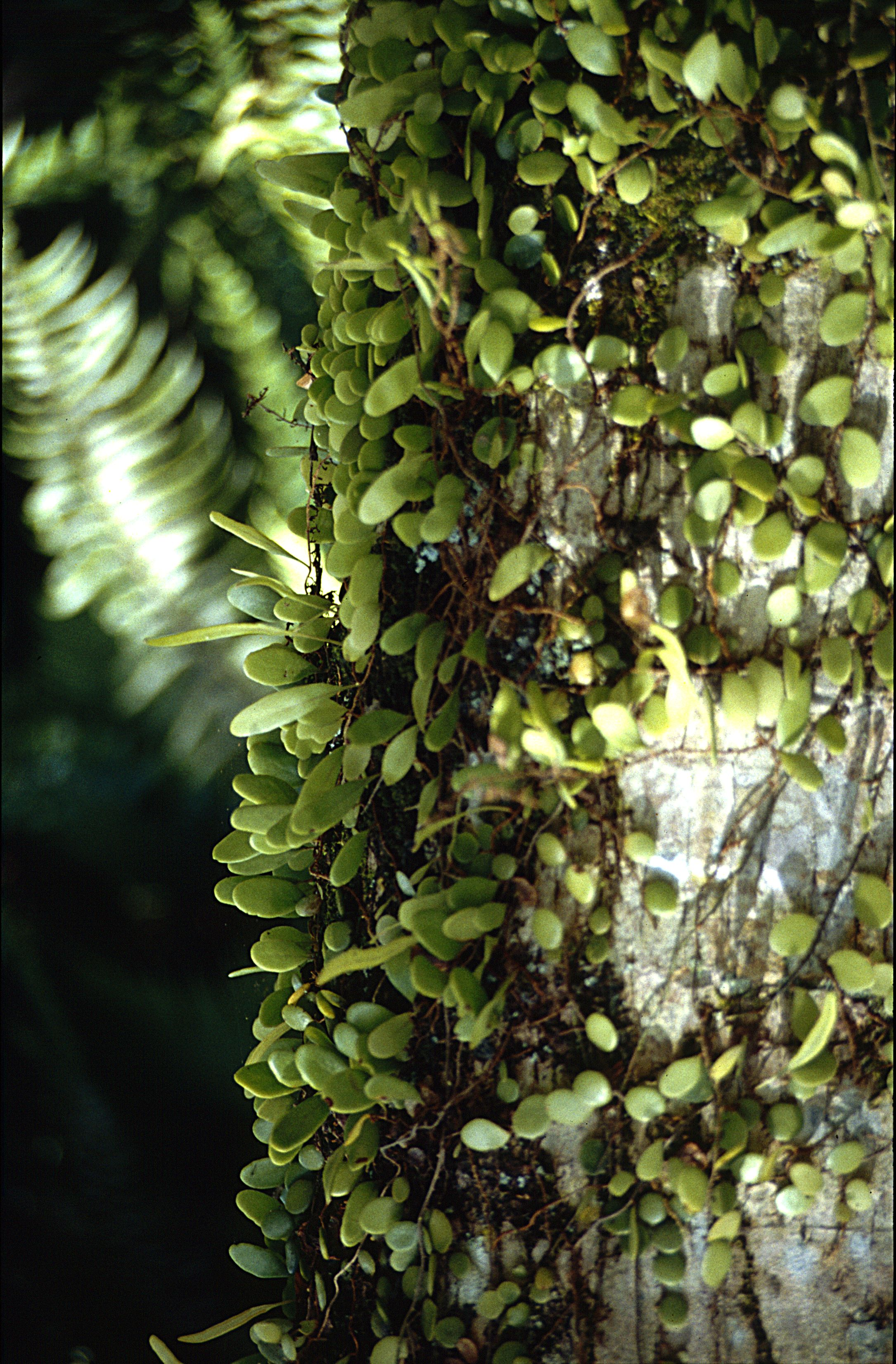
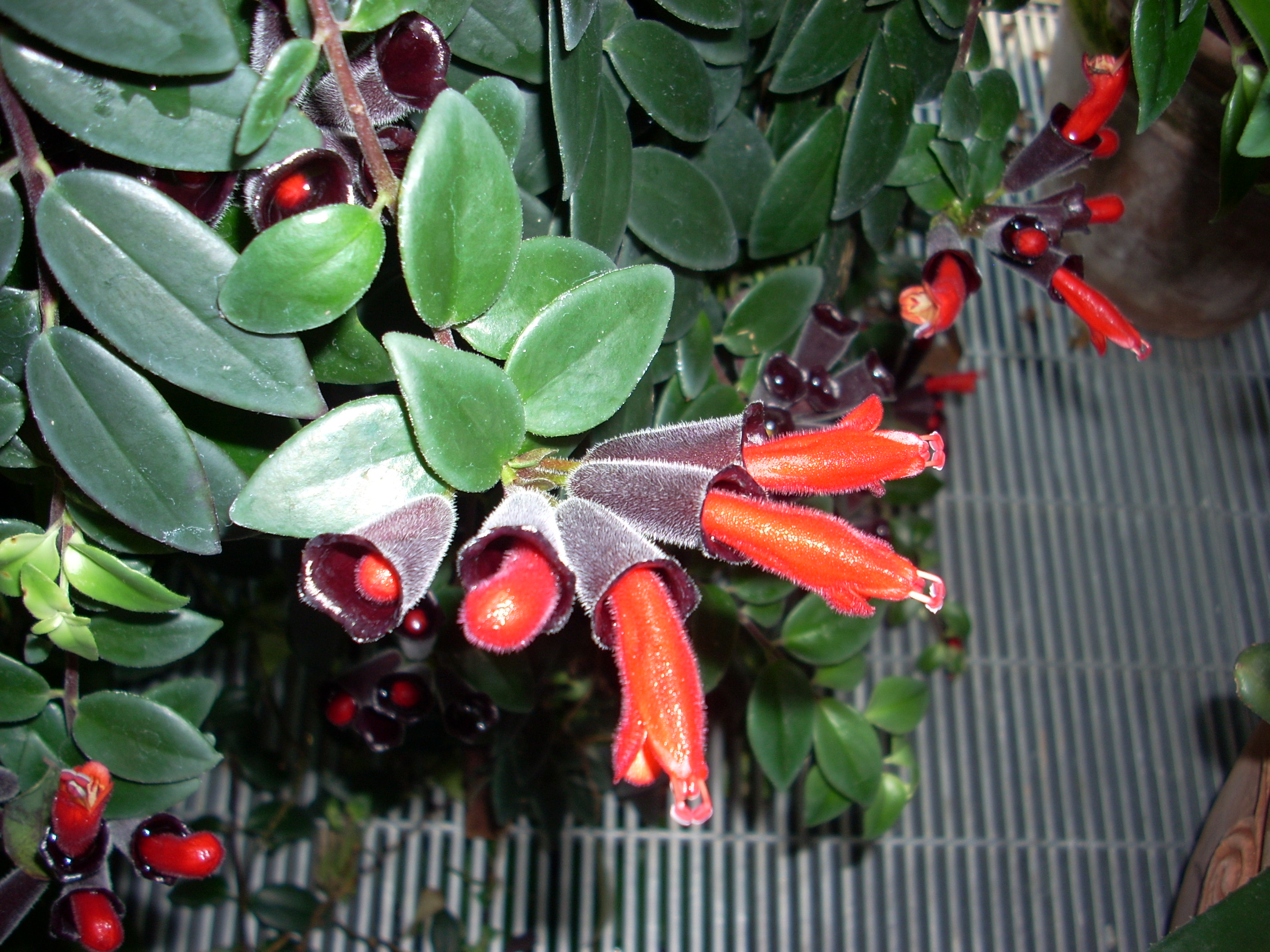
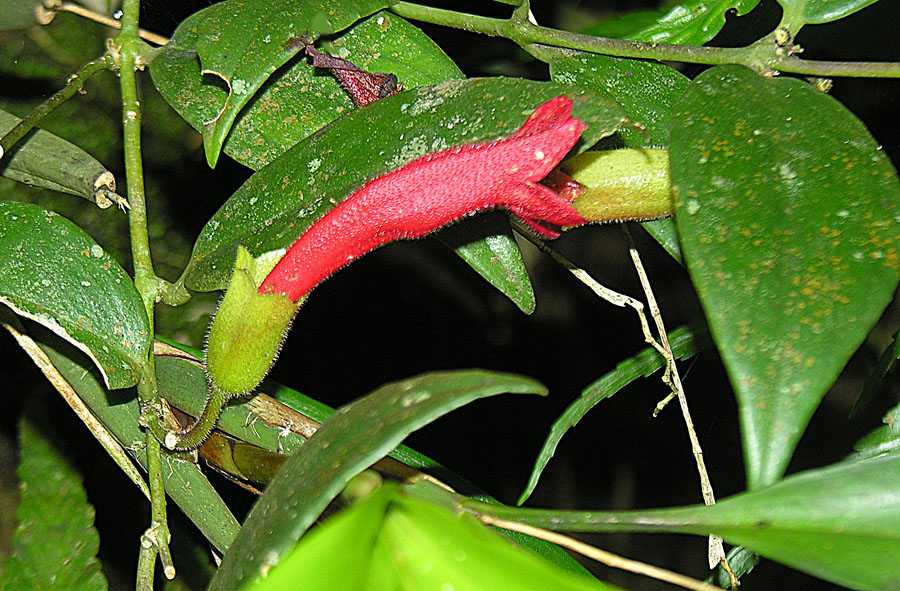
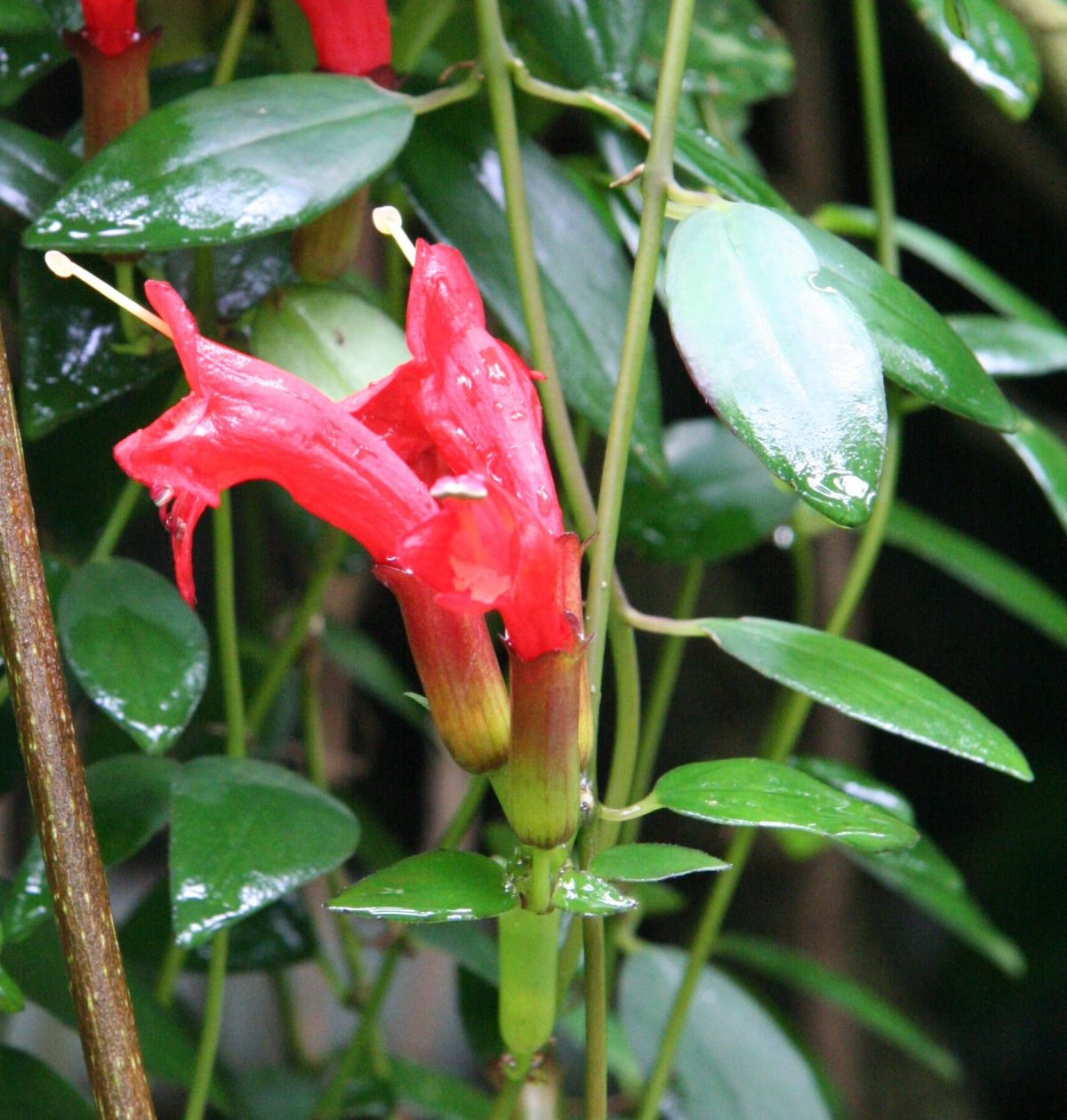

## Megjelenése
Epifiton indás növény, amely egyaránt megél a fákon, de a sziklákon is. 150 centiméter magasra vagy hosszúra nő meg. A bőrtapintású levelei 4-8 centiméter hosszúak és oválisan lándzsásak; átellenes elhelyezkedésűek. A virágok tölcsér alakúak, 5-7,5 centiméteresek; a felső szirmai rövidebbek, mint az alsók. A virág általában skarlátvörös sárga tővel.